# Ladjedelnica Kraljevica

Ladjedelnica Kraljevica (hrvaško Brodogradilište Kraljevica, nekdaj tudi Titovo brodogradilište Kraljevica) je bila hrvaška ladjedelnica v Kraljevici na Jadranski obali. Ladjedelnico je leta 1729 dal zgraditi Karel VI. in je veljala za najstarejšo nepretrgoma operativno ladjedelnico na svetu. Pred prvo svetovno vojno so v Kraljevici gradili vojaške ladje za Avstro-ogrsko vojno mornarico. Med drugo svetovno vojno je bilo uničenih okrog 60 odstotkov kapacitet. V obdobju SFRJ Jugoslavije se je ladjedelnica imenovala »Titovo brodogradilište Kraljevica«.
Hrvaška vlada je večkrat poskušala privatizirati ladjedelnico, zadnjič novembra leta 2010.

## Ladje, zgrajene v Kraljevici
- Kraljevica (razred patruljnih ladij)
- Kotor (razred fregat)
- Končar (razred raketnih topnjač)